# Pascale Taillez
Pascale Taillez (* 1988 als Pascale Wagner) ist eine ehemalige schweizerische Voltigiererin und  Longenführerin.

## Werdegang
Taillez stammt aus Koppigen im Emmental und begann 1994 mit dem Voltigieren. Sie startete für Biel-Ipsach und wurde von Marlis Schmid und Monika Bieri trainiert.
Mit dem Pferd Viva Alegria erreichte sie beim Voltigierweltcup 2013 in Braunschweig den sechsten Platz. Beim Voltigierweltcup 2014 in Bordeaux erreichte sie mit Flash Back 2 den vierten Platz. 2017 in Dortmund erreichte sie mit Dyronn wiederum Rang sechs. 2021 wurde sie mit dem Pferd Cyrano Schweizer Meisterin.
Als Longenführerin von Alicia Bärtschi erreichte sie bei den Schweizer Meisterschaften 2023 in der Kategorie Juniorinnen  den zweiten Platz.
Taillez ist verheiratet. Sie war Fitnesstrainerin und arbeitet heute als Psychologin. Zudem wurde sie Sportchefin und Kaderverantwortliche Nachwuchs des Schweizerischen Voltige-Verbandes.